# 루징뤄
루징뤄(陸鏡若, 1885년 ∼ 1915년)는 중국의 화극 작가이다.
중국 최초의 화극 ＜흑인 노예의 절규＞(1907)에 참여하며 화극의 매력에 빠져들었고 후지사와 아사지로의 배우 양성소에 다니며 본격적으로 연극 공부를 시작했다. 특히 일본 신파극 중에서도 예술지상주의 경향이 강했던 이이요호(伊井蓉峰)의 영향을 많이 받았다. 그는 자신처럼 연극을 좋아하는 어우양위첸 등 친구들과 춘류사 내에 연극 소모임 신유회를 만들어 ＜명불평＞(1908), ＜열혈＞(1909) 등을 공연했다. 그리고 1910년, 그는 배우 양성소를 나와 쓰보우치 쇼요(坪內逍遙)의 연극 연구소로 가서 연극 공부를 계속했다. 연극 공부와 동시에 이 무렵부터 그는 여름방학이면 귀국해서 공연을 하기 시작했다. 1910년 6월, 그는 상하이 문예신극장(文藝新劇場)에서 ＜노예(奴隸)＞, ＜애해파(愛海波)＞, ＜맹회두(猛回頭)＞ 등을 3주에 걸쳐 공연했다. 그리고 이듬해인 1911년 여름에는 ＜열혈＞과 사토 코우로쿠의 ＜구름의 울림(雲之響)＞을 개역한 ＜사회종＞을 황난난(黃喃喃) 등과 공연했다. 1912년, 춘류사 시절 친구들이 귀국하자 그는 유학 시절의 옛 친구들과 국내에서 함께 공연하던 루루사(陸露沙) 등 새 친구들을 모아 신극동지회(新劇同志會)를 만든다. 신극동지회는 장쑤 성과 저장(浙江) 성 등 창장 하류 유역에 있는 여러 도시들을 순회하며 활발하게 활동했다. 그러다가 1914년 4월, 머우더리(謀得利) 소극장을 상설 공연장으로 사용할 수 있게 되면서 춘류극장(春柳劇場)이라는 새 이름을 쓰기 시작했다. 관객에게 외면당한 직업 극단의 형편은 어쩔 수 없었다. 그는 사재를 털어 극단 붕괴를 막았고, 번역과 창작, 연출, 연기 등 극단의 거의 모든 일을 감당했다. 극예술을 향한 그의 열정은 초인적인 것이었지만, 몸은 초인이 아닌 사람이었다. 너무 많은 책임을 혼자 떠맡았던 그는 결국 서른 살 젊은 나이에 병사했다.